# 650er
Portal Geschichte | Portal Biografien | Aktuelle Ereignisse | Jahreskalender | Tagesartikel

◄ |
6. Jh. |
7. Jahrhundert
| 8. Jh. | ►

◄ |
620er |
630er |
640er |
650er
| 660er | 670er | 680er | ►

650 |
651 |
652 |
653 |
654 |
655 |
656 |
657 |
658 |
659

## Ereignisse
- 651: Das Reich der Sassaniden in Nordpersien findet sein endgültiges Ende.
- um 650: Die Großmacht Teotihuacán im heutigen Mexiko zerfällt.
- um 658: Nach dem Tod des Samo zerfällt das von ihm begründete slawische Reich wieder in Einzelstämme.